# Johann Anton Wilhelm Gessner
Johann Anton Wilhelm Gessner, häufig auch Geßner oder Gesner (* 16. April 1771 in Kirchheilingen; † nach 1830) war ein deutscher Philosoph.

## Leben
Gessner war Sohn eines Chirurgen. Er besuchte ab 1782 die Schule in Langensalza und ab 1785 das Gymnasium Uelzen. Anschließend ging er 1789 zum Studium der Theologie und der Philosophie an die Universität Leipzig. Er erlangte die philosophische Magisterwürde und bestand 1792 das theologische Examen in Dresden. Danach kam er als Hauslehrer nach Heldrungen. In dieser Zeit begann er seine schriftstellerische Tätigkeit.
Gessner habilitierte sich 1801 mit der Arbeit De veritate cognitionis humanae an der Leipziger Universität und lehrte folgend dort als Privatdozent der Philosophie. 1806 erfolgte seine Berufung als außerordentlicher Professor der Philosophie, die er 1810 wieder niederlegte. Um 1810 ging er als Hofmeister zu einer Bankiersfamilie nach Triest.
Gessners weiterer Werdegang ist unbekannt. 1830 gab er in Leipzig nochmal ein Werk in den Druck, bei dem er als Doktor der Philosophie bezeichnet wurde.

## Werke (Auswahl)
- Theorie der guten Gesellschaft, Leipzig 1798.
- Kritik der Moral, Leipzig 1802.
- Die neue Stoa oder über den Gleichmuth, ein Versuch zur Gründung der Herrschaft über uns selbst, Grieshammer, Leipzig 1803.
- Demokrit oder Freimüthige Gespräche über Moral, Religion und andere wissenschaftliche und politische Gegenstände, 2 Bände, Leipzig 1803.
- Die teutsche Reichsstandschaft, ein Beitrag zur richtigeren Würdigung des vergangenen und gegenwärtigen öffentlichen Zustandes von Teutschland, Schiegg, Leipzig 1807.
- Spekulation und Traum oder Über das Fundament und den Umfang des Wahren in der Spekulation, 2 Bände, Weygand, Leipzig 1830.